# Institute of Current World Affairs
L'Institut des affaires mondiales actuelles (Institute of Current World Affairs, ICWA) est une organisation non gouvernementale américaine qui envoie en immersion à l'étranger de jeunes professionnels prometteurs pour étudier un pays, une région ou une question d'importance mondiale.

## Buts
Dans ce programme d'immersion de deux ans conçu sur 90 ans, l'ICWA offre une bourse à des jeunes choisis qui, à son avis, possèdent la capacité d’apporter une contribution substantielle à la vie publique aux États-Unis, leur laissant le temps et la liberté pour explorer une région, faire des recherches sur un sujet et approfondir leurs idées. Les bénéficiaires de bourses ICWA rejoignent ensuite une communauté de professionnels.   
Sur le terrain, les boursiers bénéficient du soutien et du mentorat de la part du personnel de l’ICWA, d’anciens boursiers et des membres de l’ICWA. Les boursiers de l'ICWA partagent leurs idées et leurs activités par le biais de lettres d'information mensuelles puis rentrent aux États-Unis après deux ans. 

## Histoire récente
L’Institut a envoyé plus de 170 personnes à l'étranger dans le cadre de son programme de bourses. Les travaux de ses boursiers ont récemment été publiés dans de nombreuses publications nationales, parfois avec controverse. 
On attribue à l'institut le lancement de la carrière de notables experts en politique étrangère, dont l'ancien ambassadeur des États-Unis au Kenya, Smith Hempstone (en) et l'ancien secrétaire d'État adjoint aux Affaires du Proche-Orient et de l'Asie du Sud, Phillips Talbot. 
En janvier 2008, Nicholas Schmidle, travaillant au Pakistan, a écrit un article dans le magazine Sunday du New York Times intitulé "Next Gen Taliban". Il a été expulsé par le gouvernement pakistanais le lendemain de la parution de l'article. 
De nombreux anciens membres ont occupé des postes importants, y compris certains membres actuels du conseil. L’auteur et médecin Andrew Weil a été boursier dans les années 1970. Illustrateur et auteur de plusieurs livres sur la maladie, Bryn Barnard a été envoyé en Asie par l'institut. Susan Sterner, chercheuse au Brésil pour l'institut, a documenté la Première Dame Laura Bush en tant que photographe à la Maison-Blanche. Carol Rose (en) (Asie du Sud et centrale, 1990-1993) est maintenant directrice exécutive d'ACLU Massachusetts. Cheng Li (en) (Chine, 1993-1995) est l'auteur de Rediscovering China: Dynamics and Dilemmas of Reform, ainsi que directeur du John L. Thornton China Center et chercheur principal à la Brookings Institution. Pramila Jayapal (Inde, 1994-1996) est une militante des droits de la personne devenue représentante des États-Unis dans le 7e district du Congrès de Washington. Suzy Hansen (Turquie, 2007-2009) est journaliste et rédactrice pour le New Republic Times, The New Republic, GQ, Newsweek et d'autres, et auteure de Notes on a Foreign Country, finaliste du prix Pulitzer en 2018. 

## Boursiers actuels
- Elizabeth Hawkins (Salvador, 2019-2021)
- Emily Schultheis (Allemagne, 2019-2021)
- David Kenner (Arabie Saoudite, 2019-2021)
- Karina Piser (France, 2017-2019)
- Matthew Chitwood (Chine, 2017-2019)

## Anciens fellows récents
- Onyinye Edeh (Nigeria, 2016-2018)
- Jessica Reilly (Marine, 2015-2017)
- Jonathan Guyer (Égypte, 2015-2017)
- Scott Erich (Oman, 2015-2016)
- Malia Politzer (Inde / Espagne, 2013-2015)
- Robbie Corey-Boulet (Côte d'Ivoire / Cameroun, 2013-2015)
- Chi-Chi Zhang (Chine, 2012-2014)
- Shannon Sims (Brésil, 2012-2014, boursière Forêt et société)
- Amelia Frank-Vitale (Mexique, 2012-2014)
- Hannah Armstrong (Afrique de l'Ouest, 2012-2014)
- Neri Zilber (Israël, 2010-2012)
- Jori Lewis (Afrique de l'Ouest, 2011-2013)
- Eve Fairbanks (Afrique du Sud, 2009-2011)
- Derek Mitchell (Inde, 2007-2009)
- Ezra Fieser (Guatemala, 2008-2010)
- Pooja Bhatia (Haïti, 2008-2010)
- Elena Agarkova (Russie, 2008-2010)
- Raphael Soifer (Brésil, 2007-2009)
- Suzy Hansen (Turquie, 2007-2009)
- Nicholas Schmidle (Pakistan, 2006-2008)
- Andrew Tabler (Syrie / Liban, 2005-2007)
- Kay Dilday (France / Maroc, 2005-2007)
- Richard Connerney (Inde, 2005-2007)
- Jill Winder (Allemagne, 2004-2006)
- Cristina Merrill (Roumanie, 2004-2006)
- Alex Brenner (Chine, 2003-2005)
- James Workman (Afrique australe, 2002-2004)
- Matthew Wheeler (fleuve Mékong, 2002-2004)
- Andrew Rice (Ouganda, 2002-2004)
- Martha J. Farmelo (Argentine, 2001-2003)
- Leena Khan (Pakistan, 2001-2002)
- Peter Keller (Argentine, 2000-2002, boursier Forest and Society)
- Curt Gabrielson (Timor oriental, 2000-2002)
- Gregory Feifer (Russie, 2000-2002)
- Wendy L. Call (Méso-Amérique, 2000-2002)
- Jean-Benoît Nadeau (France, 1999-2000)

## Logo

Logo